# Orientacja seksualna

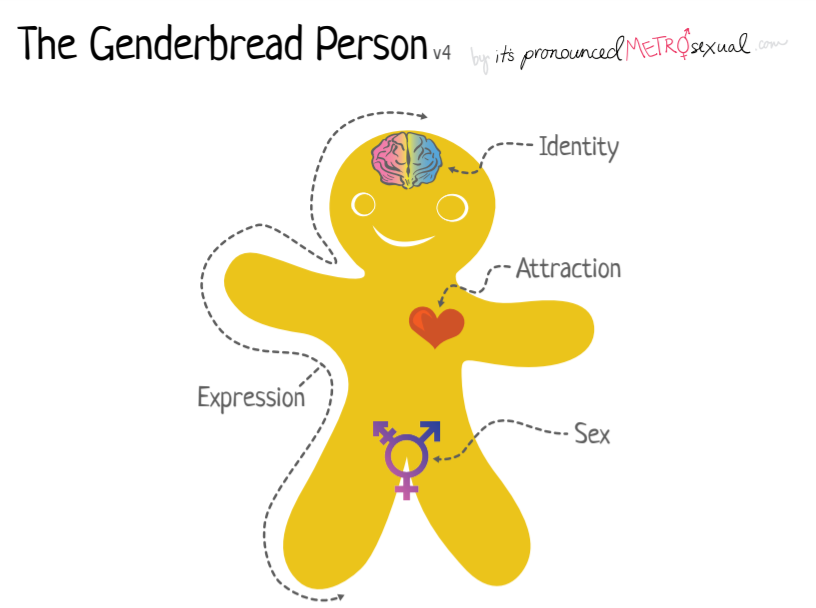
Grafika obrazująca różnicę między płcią, tożsamością płciową, ekspresją płciową i orientacją seksualną

Skala Kinseya przedstawiająca orientację seksualną jako kontinuum od heteroseksualizmu, przez biseksualizm, po homoseksualizm

Orientacja seksualna – definiuje ona trwałe wzorce pociągu seksualnego, czyli głównie tego, które płci są dla danej osoby atrakcyjne seksualnie. Stosuje się ją do określania tego, co jest erotycznie atrakcyjne dla jednostki oraz jest często jednym z głównych powodów dla których ludzie decydują się na związki lub przelotne relacje. Doświadczanie i świadomość orientacji seksualnej może rozwijać się poprzez różnorodne fazy rozwoju tożsamości w okresie dojrzewania i w dorosłości. Orientację seksualną określa się na podstawie tego do których płci dana osoba czuje pociąg seksualny, więc przypadki w których osoby w przeszłości były w związku lub odbyły stosunek z osobami do których nie czują pociągu seksualnego, nie determinują tego, do jakiej orientacji się one kwalifikują.
Orientacja seksualna nie jest tym samym co orientacja romantyczna, która definiuje skłonność do odczuwania pociągu romantycznego do danej/danych płci. Pomimo że te terminy są często traktowane jak to samo i u większości osób skierowane są w te same płci, to pociąg seksualny nie jest tym samym co pociąg romantyczny. Orientacja seksualna nie determinuje też więzi emocjonalnej, która jest rzeczą zupełnie oddzielną od odczuć seksualnych. Nie jest też tym samym co atrakcyjność estetyczna, oznaczająca odczuwanie zauroczenia lub podkochiwanie się w jakiejś osobie ze względu na jej wygląd, jednak bez odczuwania przy tym seksualnego pociągu w jej stronę. Orientacja seksualna dotyczy głównie pociągu seksualnego do danej/danych płci, jednakże nie powinno jej się mylić z pojęciem seksualności, oznaczającej sposoby poprzez które ludzie doświadczają i wyrażają uczucia seksualne (poprzez np. stosunek płciowy czy masturbację).
Według teorii zapoczątkowanej przez Alfreda Kinseya w latach 40 XX wieku, orientacja seksualna rozciąga się na kontinuum, od wyłącznego pociągu do innej płci do wyłącznego pociągu do tej samej płci, jednak teoria ta przez wielu jest uważana za przestarzałą lub niedokładną, gdyż pomija orientacje seksualne nie mogące wpisać się w żadną z tych kategorii, (takie jak aseksualność, panseksualność i inne), różnice między orientacjami seksualnymi a romantycznymi oraz wiele innych czynników determinujących poziom zainteresowania daną płcią.
Naukowcy do dzisiaj nie ustalili dokładnie czynników wpływających na orientację seksualną danej osoby, ale uważają, że jest ona spowodowana złożoną zależnością wpływów genetycznych, hormonalnych i środowiskowych i nie uważają, by była ona kwestią wyboru. Większość naukowców opowiadało się za teoriami biologicznymi, które wskazują na czynniki genetyczne, wczesne środowisko macicy, oba te czynniki, lub włączają czynniki psychologiczne i społeczne. Natomiast najnowsze badania wykazują, że czynniki genetyczne mogą wyjaśnić jedynie od 8 do 25% zmienności w zachowaniach seksualnych osób tej samej płci. Nie ma przekonujących dowodów, które sugerowałyby, że rodzicielstwo lub doświadczenia z wczesnego dzieciństwa odgrywają rolę, jeśli chodzi o kształtowanie orientacji seksualnej, która następuje w trakcie rozwoju psychoseksualnego człowieka.

## Definicje
Rozbieżności w definicjach orientacji seksualnej są przyczyną zamieszania pojęciowego. Różnice w definiowaniu i pomiarze sięgają lat 60. XIX wieku, kiedy naukowcy po raz pierwszy szerzej zainteresowali się orientacjami seksualnymi. Mimo wszystko większość definicji orientacji seksualnej zawiera w sobie komponent psychologiczny, taki jak kierunek pragnień erotycznych jednostki czy też komponent behawioralny, który koncentruje się na płci partnera/ów seksualnych jednostki. Niektórzy preferują podążanie po prostu za samookreśleniem lub tożsamością danej osoby.
Koncepcja Kontinuum seksualnego zakładała, że orientacja seksualna rozciąga się wzdłuż kontinuum, od wyłącznie heteroseksualnej do wyłącznie homoseksualnej, tradycyjnie definiowana jako obejmująca heteroseksualność, biseksualność i homoseksualność. Aseksualność bywała uznawana przez niektórych badaczy za czwartą kategorię orientacji seksualnej lub brak tradycyjnej orientacji seksualnej. W ostatnich latach pojawiły się jednak głosy krytyki dotyczące tej teorii, ponieważ nie obejmuje ona podkategorii aseksualizmu, istnienia wielu orientacji seksualnych niewpisujących się w żadną z tych kategorii oraz wielu innych czynników determinujących poziom zainteresowania daną płcią.

### Orientacja seksualna, a tożsamość seksualna i zachowania seksualne
Według Amerykańskiego Towarzystwa Psychologicznego, „orientacja seksualna jest trwałym wzorem emocjonalnych, romantycznych i/lub seksualnych atrakcji skierowanych do mężczyzn, kobiet lub obu płci" oraz że „ten szereg zachowań i atrakcji był opisywany w różnych kulturach i narodach na całym świecie. W wielu kulturach istnieją określenia tożsamości osób, które wyrażają te atrakcje. W Stanach Zjednoczonych najczęstszymi określeniami są lesbijki, geje i osoby biseksualne. Jednak niektórzy ludzie mogą używać odmiennych etykiet lub w ogóle ich nie używać”.
Tożsamość seksualna i zachowania seksualne to pojęcia ściśle związane z orientacją seksualną, jednak można je rozróżnić. Tożsamość seksualna odnosi się do indywidualnej koncepcji samego siebie, zachowania seksualne odnoszą się do rzeczywistych czynności seksualnych podejmowanych przez daną osobę, a orientacja - do "fantazji, więzi i pragnień".
Termin „preferencja seksualna” w dużej mierze pokrywa się z orientacją seksualną, ale generalnie odróżnia się od niej w przypadku badań psychologicznych. Osoba, która identyfikuje się jako biseksualna, na przykład, może preferować jedną płeć ponad drugą. Termin „preferencje seksualne” może również sugerować pewien stopień dobrowolnego wyboru, podczas gdy konsensus naukowy jest taki, że orientacja seksualna nie stanowi wyboru.

## Przyczyny rozwoju
Za jeden z argumentów na rzecz, że homoseksualność ma podłoże genetyczne, wysuwano powszechność jego występowania w różnych kulturach. Zdaniem naukowców z Uniwersytetu Stanu Illinois za orientację seksualną człowieka odpowiada co najmniej kilka niepowiązanych ze sobą genów rozrzuconych po różnych chromosomach. Badacze porównali chromosomy 456 osób z 146 rodzin, w których dwóch lub więcej braci było gejami. Odnaleziono kilka fragmentów DNA, które u części homoseksualnego rodzeństwa były identyczne. U ponad 60% braci wykryto takie same obszary DNA na trzech chromosomach – 7., 8. i 10. Natomiast badania Mustanskiego z 2005 roku wykazały prawdopodobieństwo wpływu interakcji większej ilości genów z różnych regionach chromosomowych (7q36, 8p12 oraz 10q26). Pojawiają się też inne badania wskazujące na wpływ czynników genetycznych na kształtowanie się orientacji seksualnej oraz innych czynników biologicznych.
Badania bliźniąt wykazały, że u bliźniąt jednojajowych zgodność występowania tej samej orientacji homoseksualnej wynosiła 52%. W tym samym badaniu zgodność orientacji homoseksualnej wynosiła u bliźniąt dwujajowych 22%, u braci nie będących bliźniakami 9,2 a 11% u braci przybranych.
Wysunięto również hipotezę, że o orientacji seksualnej decyduje budowa mózgu. Przeprowadzono badania, które sugerowały m.in., że trzecie jądro podwzgórza INH3 u gejów jest znacznie mniejsze niż u mężczyzn heteroseksualnych. Różnica dotyczy też spoidła mózgowego przedniego: u mężczyzn homoseksualnych jest ono o 18% większe niż u heteroseksualnych kobiet i o 35% większe niż u mężczyzn heteroseksualnych. W 2004 różnice w budowie mózgów zaobserwowała grupa naukowców z Oregon Health Sciences University wśród męskich osobników owiec wśród których obserwowano zachowania homoseksualne w porównaniu do osobników wykazujących zachowania heteroseksualne.
Jedną z najczęściej stwierdzanych zależności jest zwiększone prawdopodobieństwo wykształcenia orientacji homoseksualnej w zależności od liczby starszych braci.

### Oświadczenia organizacji naukowych
Stanowisko Światowego Towarzystwa Psychiatrycznego:

Orientacja seksualna jest wrodzona i determinowana przez czynniki biologiczne, psychologiczne, rozwojowe i społeczne.

Stanowisko Amerykańskiego Towarzystwa Psychologicznego:

Nie ma wśród naukowców konsensusu co do dokładnych przyczyn rozwijania się u jednostki orientacji heteroseksualnej, biseksualnej, gejowskiej czy lesbijskiej. Pomimo licznych badań, które poszukiwały możliwych genetycznych, hormonalnych, rozwojowych, społecznych i kulturowych wpływów na orientację seksualną, nie pojawiły się żadne odkrycia, które pozwoliłyby naukowcom na wniosek mówiący, że seksualna orientacja jest determinowana przez jakikolwiek szczególny czynnik czy czynniki. Wielu uważa, że zarówno natura, jak i wychowanie wspólnie odgrywają skomplikowane role; większość osób doświadcza niewielkiego lub nie doświadcza żadnego wyboru dotyczącego ich orientacji seksualnej.

Stanowisko Amerykańskiej Akademii Pediatrycznej:

Nikt nie wie, co powoduje, że dana osoba jest homoseksualna, biseksualna lub heteroseksualna. Prawdopodobnie istnieje wiele czynników. Niektóre mogą być biologiczne. Inne mogą być psychologiczne. Przyczyny mogą się różnić u różnych osób. Faktem jest, że nie wybiera się bycia homoseksualistą, biseksualistą czy heteroseksualistą.

Stanowisko Amerykańskiego Towarzystwa Psychiatrycznego:

Przyczyny rozwoju orientacji seksualnej (czy to homoseksualnej, czy heteroseksualnej) nie są obecnie znane i prawdopodobnie są wieloczynnikowe, wliczając w to czynniki biologiczne i behawioralne, które mogą się różnić u różnych osób, a nawet zmieniać się w czasie.

Stanowisko Amerykańskiej Akademii Lekarzy Rodzinnych:

Nikt nie wie, dlaczego niektórzy ludzie są homoseksualni. Nie ma badań naukowych, które wyjaśniałyby przyczynę homoseksualizmu. Część badaczy uważa, że seksualność jest wynikiem kombinacji albo pojedynczych czynników genetycznych, społecznych lub indywidualnych. Przekonanie, że kwestie rodzinne powodują homoseksualizm jest mitem.

Stanowisko Amerykańskiej Akademii Psychiatrii Dzieci i Młodzieży:

Istnieją dowody, że biologiczne czynniki wpływają na orientację seksualną. Dowody z różnych badań na zwierzętach i ludziach wskazują, że prenatalne czynniki neuroendokrynne, wliczając w to poziomy hormonów płciowych, wpływają na organizację seksualną mózgu w okresie życia płodowego, kiedy ustalają się wzorce neuronalne i począwszy od okresu dojrzewania aktywują ich funkcję seksualną.

Stanowisko Amerykańskiego Kolegium Położników i Ginekologów:

Nie wiadomo na pewno, co determinuje orientację seksualną danej osoby. Z kim dana osoba uprawia seks nie określa jej orientacji seksualnej. Czasami orientacja seksualna ma więcej wspólnego z uczuciami miłości i opieki. Wielu dorosłych i nastolatków nigdy nie miało seksu z osobą tej samej płci, ale wciąż identyfikuje się jako osoby homoseksualne.

Stanowisko brytyjskiego Królewskiego Kolegium Psychiatrów:

Orientacja seksualna jest determinowana przez kombinację czynników biologicznych i postnatalnych czynników środowiskowych. Nie ma dowodów, aby uwzględniać inne możliwości i przypisywać znaczenie jakiekolwiek wyboru w genezie orientacji seksualnej.

Stanowisko Polskiego Towarzystwa Seksuologicznego i Polskiego Towarzystwa Psychologicznego:

Kształtowanie się orientacji seksualnej jest procesem złożonym, pozostającym pod wpływem wielu czynników, wśród których znaczącą rolę odgrywają uwarunkowania biologiczne. Orientacja seksualna nie podlega możliwości dowolnego kształtowania zgodnie z kulturowo-społecznymi oczekiwaniami, nie jest kwestią wyboru lub mody.

Stanowisko Irlandzkiego Towarzystwa Psychologicznego i Irlandzkiego Kolegium Psychiatrycznego:

Nie ma wśród naukowców konsensusu, dlaczego u danej osoby rozwija się orientacja heteroseksualna, lesbijska, gejowska lub biseksualna. Większość osób doświadcza niewielkiego lub nie doświadcza żadnego wyboru dotyczącego ich orientacji seksualnej.

Stanowisko Południowoafrykańskiego Towarzystwa Psychologicznego:

Badania i doświadczenie kliniczne pokazują, że dla większości ludzi orientacja seksualna nie jest wyborem, ani nie jest dobrowolna. Główne aspekty orientacji seksualnej, czy to heteroseksualnej, homoseksualnej, czy biseksualnej, zazwyczaj ujawniają się we wczesnym okresie dojrzewania, mimo że jednostka mogła nie być jeszcze aktywna seksualne. O ile przyczyny jakiejkolwiek z tych orientacji seksualnych pozostają niewyjaśnione, to są one bardzo odporne na zmianę.

Stanowisko Południowoafrykańskiej Akademii Nauk:

Istnieją znaczące dowody na biologiczne uwarunkowane różnorodności ludzkiej seksualności, a orientacji seksualnej w szczególności. Badania wykazały istotny związek między męską orientacją seksualną a regionem chromosomu X. Ten szczególny region chromosomu X jest także powiązany z innymi elementami rozwoju seksualnego. Ustalenia te, pierwotnie opublikowane w 1993 roku i potwierdzone w 2014 roku, wiążą bezpośrednio szczególną cechę (orientację homoseksualną) z materiałem genetycznym u przynajmniej części homoseksualnych mężczyzn. Mechanizmy, przez które ekspresja genów wpływa na orientacją seksualną, pozostają do ustalenia. Są też istotne dowody, aczkolwiek mniej zbadane, na komponent biologiczny orientacji homoseksualnej u kobiet. 
Badania rodzin i bliźniąt, w tym ostatnie szeroko zakrojone i metodologiczne solidne badania, pokazują rodzinne wzorce w odniesieniu do orientacji homoseksualnej, zwłaszcza u mężczyzn. Ponadto, badania rodowodów, które prześledziły tysiące żeńskich krewnych heteroseksualnych i homoseksualnych mężczyzn, znalazły przekonujące dowody, że krewne homoseksualnych mężczyzn mają zwiększoną płodność, to znaczy rodzą średnio więcej dzieci w porównaniu do żeńskich krewnych heteroseksualnych mężczyzn. To może stanowić klucz do rozwiązania paradoksu ewolucyjnego zmniejszonej płodności mężczyzn homoseksualnych. Co więcej, te rodowody potwierdzają wyniki badania chromosomu X, pierwotnie opublikowane we wczesnych latach 90. XX wieku.
Komponent genetyczny orientacji homoseksualnej, przynajmniej u mężczyzn (z sugestywnym dowodem u kobiet) jest zgodny i został zreplikowany w różnych badaniach. Ciągle gromadzone są dowody i istnieją spójne, wiarygodne teorie biologiczne, w szczególności teoria neurohormonalna, która łączy różne podejścia do badań seksualności. 
Badania społeczno-behawioralne pokazują również wysoki odsetek heteroseksualnych i homoseksualnych mężczyzn, którzy czują, że nie mają/nie mieli żadnego wyboru w kwestii ich pociągu seksualnego. Większość kobiet, które doświadczają homoseksualnego pociągu, wyrażają podobne poglądy odnośnie do braku wyboru ich orientacji seksualnej, aczkolwiek istnieją dowody na znacznie większą płynność orientacji seksualnej u kobiet.

Stanowisko Kolumbijskiego Kolegium Psychologów:

Obecnie większość naukowców zgadza się, że orientacja seksualna jest najprawdopodobniej wynikiem złożonej interakcji czynników biologicznych, poznawczych i środowiskowych, z przewagą jednego z nich. U większości ludzi orientacja seksualna ujawnia się w młodym wieku. Ponadto, ostatnie znaczące dowody sugerują, że biologia, w tym czynniki genetyczne lub wrodzone czynniki hormonalne, odkrywają istotną rolę w kształtowaniu orientacji seksualnej. Ważne jest, aby uznać, że prawdopodobnie istnieje wiele przyczyn rozwoju orientacji seksualnej i te przyczyny mogą być różne u różnych osób.
Człowiek nie może wybrać bycia homoseksualistą lub heteroseksualistą. U większości ludzi orientacja seksualna ujawnia się na początku okresu dojrzewania bez wcześniejszego doświadczenia seksualnego. Chociaż można wybrać działania zgodne z własnymi uczuciami, to psychologowie nie znaleźli dowodów, że heteroseksualna lub homoseksualna orientacja seksualna jest świadomym wyborem, który można dobrowolnie zmienić.

Stanowisko Libańskiego Towarzystwa Psychiatrycznego:

Homoseksualizm uważano kiedyś za wynik zaburzonej dynamiki rodzinnej lub wadliwego rozwoju psychologicznego. Założenia te współcześnie uważa się za oparte na błędnych informacjach i uprzedzeniach. Obecnie ma miejsce ponowne zainteresowanie w poszukiwaniu biologicznych przyczyn homoseksualizmu. Jednak nie ma do tej pory zreplikowanych badań naukowych, potwierdzających konkretną biologiczną przyczynę homoseksualizmu. Podobnie żadna, konkretna psychospołeczna lub rodzinna przyczyna nie została zidentyfikowana, wliczając w to molestowanie seksualne w dzieciństwie.

Stanowisko Libańskiego Towarzystwa Medycznego na Rzecz Zdrowia Seksualnego:

Przyczyny homoseksualizmu nie są znane. Wiele teorii dotyczących genezy homoseksualizmu zostało zaproponowanych, ale nie ma jeszcze ostatecznego rozstrzygnięcia. Badania nie były w stanie odkryć przyczyn homoseksualizmu czy heteroseksualizmu. Podobnie jak leworęczność i inne ludzkie cechy, homoseksualizm jest prawdopodobnie wynikiem kombinacji czynników genetycznych i środowiskowych.

## Kwestia wyboru

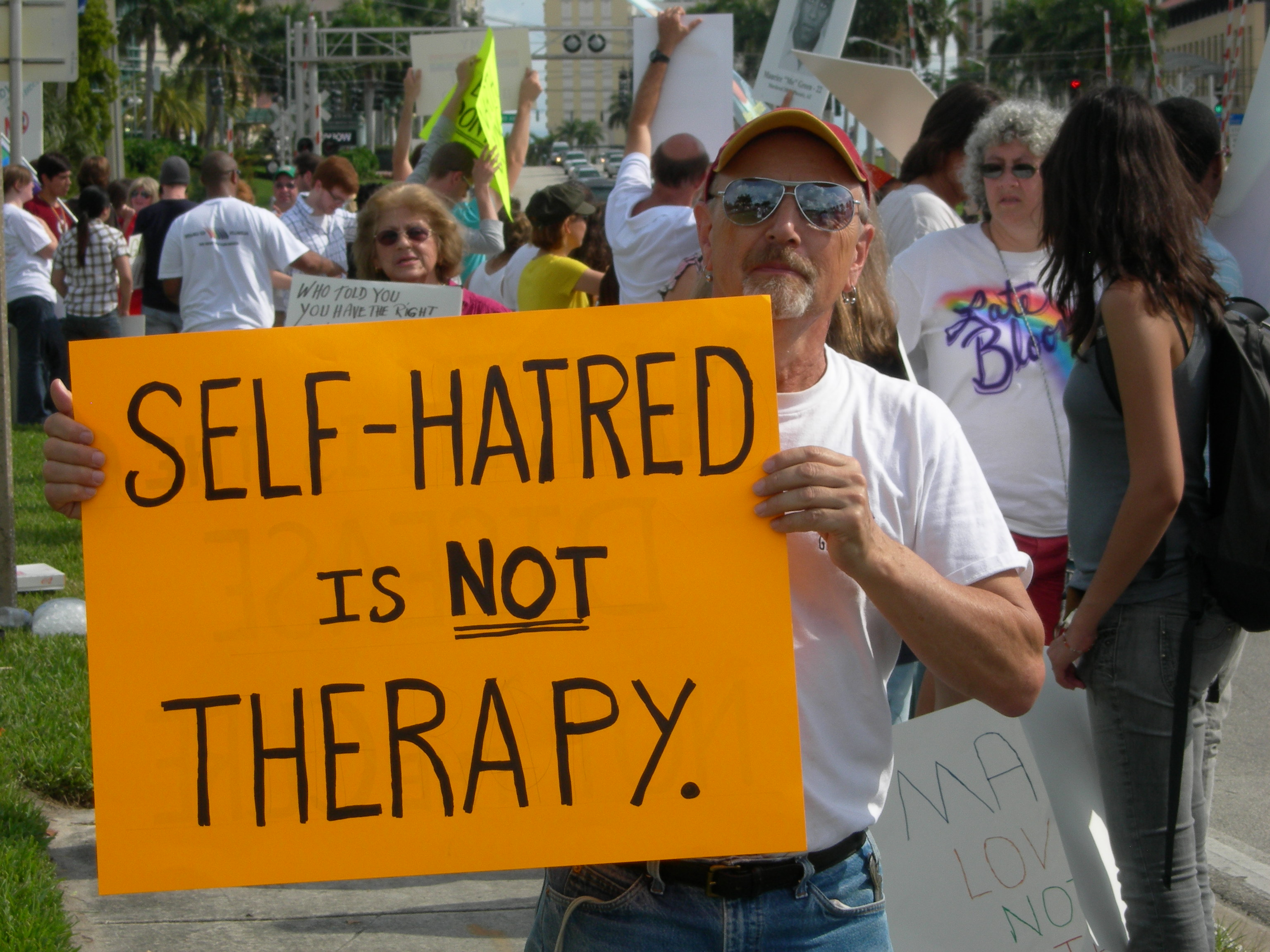
Protest przeciwko tzw. „terapii konwersyjnej”, napis głosi: „Nienawiść do siebie to nie terapia”

Większość naukowców uznaje, że orientacja seksualna nie jest wynikiem wyboru.
Pomimo niezmienności orientacji seksualnej pewna część osób nieheteroseksualnych ocenia, że zadecydowała o ukierunkowaniu swojego pociągu seksualnego. Vera Whisman w książce z 1996 przeanalizowała wywiady przeprowadzone w latach 1987 - 1988 z 72 osobami homoseksualnymi do których dotarła. Na podstawie całościowej analizy każdego z wywiadów, autorka podzieliła osoby homoseksualne ze względu na to jaki wpływ miały one na swoją orientację seksualną. 15% gejów i 10% lesbijek zakwalifikowane zostało do grupy, nie mającej żadnego wyboru, co do swojej orientacji seksualnej - ("Determined") 67% gejów i 59% zakwalifikowane zostało do grupy mającej częściowy wybór, co do swojej orientacji seksualnej-("Mixed") a 18% gejów i 31% lesbijek zakwalifikowano jako mający pełny wybór, co do orientacji seksualnej-("Choosen"). W załączniku do badań autorka wskazuje jednak że próbka badawcza nie była konstruowana w taki sposób by była reprezentatywna dla całości populacji.  
Odrębną od orientacji seksualnej kwestią są związki, jakie tworzą osoby biseksualne. Pozostawanie w związku z osobą płci przeciwnej nie oznacza automatycznie orientacji heteroseksualnej i vice versa. W 1997 roku na łamach czasopisma „Psychology of Women Quarterly” zostało opublikowane badanie 90 kobiet, z którego wynika, że 58% kobiet w związkach lesbijskich i 1/3 kobiet w związkach heteroseksualnych wybrała orientację ich obecnego związku, czyli czy będzie on z osobą tej samej czy przeciwnej płci.
W tym samym roku w czasopiśmie „Journal of the Gay and Lesbian Medical Association” opublikowano badanie, z którego wynika, że 80% gejów, 62% lesbijek, 67% biseksualnych mężczyzn i 25% biseksualnych kobiet ma poczucie, że nie miało żadnego wyboru w kwestii swojej orientacji seksualnej. Próba składała się z 147 osób, uczestników festiwalu LGBT w Sacramento i określona została z tego powodu jako niereprezentatywna („uczestnicy niniejszego badania mieli prawdopodobnie większą samoakceptację i większe zaangażowanie w życie społeczności niż wielu innych lesbijek i gejów”). 
Z badania nad zinternalizowaną homofobią z 2009 roku, w którym wzięło udział 2 259 osób nieheteroseksualnych, 13% gejów, 30% lesbijek, 41% biseksualnych mężczyzn i 55% biseksualnych kobiet odpowiedziało, że w różnym stopniu miało poczucie wyboru swojej orientacji seksualnej. Natomiast z badania z 2010 roku, w którym wzięło udział 775 osób, 88% gejów, 68.4% lesbijek, 38.3% biseksualnych mężczyzn i 40.6% biseksualnych kobiet odpowiedziało, że nie miało wyboru w kwestii swojej orientacji seksualnej. Kolejne 6.9% gejów, 15.2% lesbijek, 22.4% biseksualnych mężczyzn i 15.2% biseksualnych kobiet odpowiedziało, że miało niewielki wpływ na wybór swojej orientacji seksualnej.

## Płynność
Naukowcy są zgodni co do tego, że orientacja seksualna nie jest wyborem. Jak pokazują badania, orientacja seksualna jest stabilna u większości ludzi, a u części osób, zwłaszcza u kobiet, jest ona płynna lub zmienna. Nie ma natomiast dowodów, że orientację seksualną da się zmienić przez psychoterapię. Tożsamość seksualna może się zmieniać w ciągu całego życia jednostki oraz może, ale nie musi, zgadzać się z płcią biologiczną, zachowaniami seksualnymi lub rzeczywistą orientacją seksualną.

### Esencjalizm
Esencjalizm, w kontekście płynności seksualnej, to przekonanie, że orientacja seksualna i pożądanie seksualne są fundamentalnie biologiczne i dlatego nie zmieniają się w ciągu całego życia. Wyniki szeroko zakrojonego, długofalowego badania przeprowadzonego przez Savin-Williams, Joyner i Rieger (2012) wykazały, że stabilność tożsamości orientacji seksualnej w okresie sześciu lat była bardziej powszechna niż jej zmiana, szczególnie w przypadku mężczyzn.
Na poparcie esencjalistycznego stanowiska przemawia fakt, że terapia konwersyjna (próby zmiany orientacji seksualnej) rzadko kończy się sukcesem. W opracowanym przez Maccio (2011) raporcie na temat prób terapii orientacji seksualnej, wymienia ona dwa badania, w których twierdzono, że udało się przekonwertować gejów i lesbijki na heteroseksualistów oraz cztery, które twierdziły coś przeciwnego. Poszukiwała rozwiązania sporu na podstawie próbki, która nie została zrekrutowana z organizacji religijnych. Badanie składało się z 37 byłych uczestników terapii konwersyjnej (62,2% to mężczyźni) z różnych środowisk kulturowych i religijnych, którzy obecnie lub uprzednio identyfikowali się jako lesbijki, geje lub osoby biseksualne. Wyniki wykazały, że nie wystąpiły statystycznie istotne przesunięcia w orientacji seksualnej pomiędzy okresem przed leczeniem a okresem po nim. Podczas sesji kontrolnych kilka zmian orientacji seksualnej, które nastąpiły po terapii, nie utrzymało się. Niniejsze badanie stanowi wsparcie dla esencjalistycznego poglądu na orientację seksualną, aczkolwiek w dużej mierze męska próba populacji zniekształca wyniki badań.
Kolejnym argumentem przemawiającym za esencjalistycznym poglądem na orientację seksualną jest to, że nietypowe zachowania płciowe w dzieciństwie (np. mały chłopiec bawiący się lalkami) wydają się być prognostycznymi dla homoseksualizmu w dorosłym życiu. W badaniu podłużnym przeprowadzonym przez Drummonda i innych (2008) przyjrzano się młodym dziewczętom z dysforią płciową (znaczący przykład nietypowych dla płci zachowań) i stwierdzono, że większość z tych dziewcząt wyrosła na biseksualistki lub lesbijki. Wiele badań retrospektywnych dotyczących zachowań z dzieciństwa jest krytykowanych pod kątem zawodności pamięci; dlatego w badaniach przeprowadzonych przez Riegera, Linsenmeiera, Gygaxa i Baileya (2008) wykorzystano domowe nagrania wideo do zbadania związku między zachowaniami dziecięcymi a orientacją seksualną dorosłych. Wyniki tego badania przemawiały na rzecz esencjalizmu, jednak poznanie, w jaki sposób założenia kulturowe dotyczące seksualności mogą wpływać na kształtowanie tożsamości seksualnej jest również pod uwagę brane.

### Zmienność
Amerykańskie Towarzystwo Gejów i Lesbijek Psychiatrów stwierdza, że pomimo wiary części ludzi iż orientacja seksualna jest wrodzona i stała, orientacja rozwija się podczas życia jednostki. We wspólnym oświadczeniu Amerykańskiego Towarzystwa Psychologicznego i amerykańskich organizacji medycznych stwierdza się, że różni ludzie w różnych momentach życia uświadamiają sobie, że są heteroseksualni, homoseksualni lub biseksualni. W raporcie Centrum Uzależnień i Zdrowia Psychicznego znajduje się informacja, że u niektórych ludzi orientacja seksualna jest ciągła i staje się stała w określonym momencie życia, u innych orientacja jest płynna i może zmieniać się przez całe życie. W badaniu na 79 nieheteroseksualnych kobietach obserwowano, że w okresie 10 lat 2/3 zmieniało etykietę orientacji seksualnej, z czego 1/3 dwa lub więcej razy. Większość kobiet identyfikujących się jako biseksualne utożsamiała się z tą orientacją po 10 latach. 17% zmieniło określenie z biseksualistek i nieokreślonych na heteroseksualistki. 15% deklarujących się jako lesbijki w ostatniej rundzie pytań przyznało się do kontaktów seksualnych z mężczyznami w okresie ostatnich dwóch lat. Jednak żadna z kobiet deklarujących ostatecznie heteroseksualizm nie informowała o kontaktach seksualnych z kobietą w okresie ostatnich dwóch lat doświadczenia. Wszystkie kobiety deklarowały zmniejszenie zainteresowania zachowaniami homoseksualnymi na korzyść zachowań heteroseksualnych. W 2015 opublikowano wyniki badań nad osobami, u których w sposób naturalny (to jest: bez terapii reperatywnej) orientacja seksualna zmieniła się. Okazało się, że tylko w przypadku zmian w kierunku bliższym osobom własnej płci zmiana orientacji powiązana była z objawami depresji. Autorzy zaznaczyli, że temat wymaga więcej badań i nie jest jasne, jakie czynniki (być może jest to m.in. społeczne piętnowanie osób o skłonnościach do osób tej samej płci) wpływają na wystąpienie owych objawów depresyjnych.
W 2012 roku na łamach „Archives of Sexual Behavior” zostało opublikowane badanie dotyczące trwałości i zmiany identyfikacji orientacji seksualnej na przestrzeni 10 lat. W próbie 2560 osób kobiety stanowiły 54%, średnia wieku badanych wynosiła około 47 lat, 97,42% badanych zadeklarowało początkowo orientację heteroseksualną, 1,25% homoseksualną i 1,33% biseksualną. Po 10 latach 2,15% z 2560 uczestników badania odpowiedziało, że zmieniło orientację seksualną. Heteroseksualność była najbardziej trwała zarówno u mężczyzn, jak i u kobiet. Kobieca homoseksualność okazała się nietrwała, a męska trwała. Natomiast najmniej trwała u obu płci okazała się biseksualność. Zmianę zadeklarowało:
- 1,36% heteroseksualnych kobiet,
- 63,63% homoseksualnych kobiet,
- 64,71% biseksualnych kobiet,
- 0,78% heteroseksualnych mężczyzn,
- 9,52% homoseksualnych mężczyzn,
- 47,06% biseksualnych mężczyzn[93].

## Demografia
Wielorakie aspekty orientacji seksualnej i już opisane problemy z ustaleniem granic stwarzają wyzwania metodologiczne dla badania demografii orientacji seksualnej. Ustalenie częstotliwości występowania różnych orientacji seksualnych w rzeczywistych populacjach jest procesem trudnym i budzącym kontrowersje. Statystyki demograficzne związane z orientacją psychoseksualną są trudne do ustalenia, przede wszystkim dlatego, że osoby homoseksualne są w kulturach heteronormatywnych poddane nieustannemu wykluczeniu. Wskutek tego część z nich obawia się ujawnienia swojej tożsamości, część internalizuje uprzedzenia homofobiczne, co prowadzi do wypierania się własnego homoseksualizmu (internalised homophobia).
Współczesne sondaże naukowe wskazują, że większość ludzi deklaruje orientację heteroseksualną. Jednak relatywny odsetek populacji zgłaszającej orientację homoseksualną różni się w zależności od różnych metodologii i kryteriów selekcji. Większość z tych danych statystycznych mieści się w przedziale od 2,8 do 9% dla mężczyzn i od 1 do 5% dla kobiet na terenie Stanów Zjednoczonych – odsetek ten może wynosić nawet 12% w przypadku niektórych dużych miast i zaledwie 1% w przypadku obszarów wiejskich.
Szacunki dotyczące odsetka populacji osób biseksualnych również są bardzo zróżnicowane, przynajmniej częściowo ze względu na różne definicje biseksualności. Niektóre badania uznają osobę za biseksualną tylko wtedy, gdy jest ona niemal w równym stopniu zainteresowana obiema płciami, a inne uznają osobę za biseksualną, jeżeli w ogóle przyciąga ją ta sama płeć (w przypadku osób w większości heteroseksualnych) lub płeć przeciwna (w przypadku osób w większości homoseksualnych). Niewielki procent osób nie jest seksualnie przyciągany do nikogo (aseksualność). Badanie przeprowadzone w 2004 r. wykazało, że odsetek osób aseksualnych wynosi 1%

## Trwałość związków
W badaniu przeprowadzonym przez Williams Institute przy UCLA przez okres 12 lat (2002-2014), naukowcy sprawdzali trwałość związków w stanie Vermont na ponad 515 parach. Porównując pary jednopłciowe z różnopłciowymi, wykazali, że na trwałość związku ma wpływ jego długość trwania, wiek i jakość. Najstabilniejsze okazały się związki homoseksualne mężczyzn, następnie związki heteroseksualne, a najmniej stabilne związki homoseksualne kobiet. Esther Rothblum z uniwersytetu w San Diego tłumaczy to tym, że kobiety mają większe oczekiwania co do związku.